# 伊斯特切斯特 (紐約州)
伊斯特切斯特（英語：Eastchester）是一個位於美國紐約州西徹斯特縣的鎮。

## 人口
根據2020年美國人口普查的數據，伊斯特切斯特的面積為12.80平方千米，當中陸地面積為12.57平方千米，而水域面積為0.23平方千米。當地共有人口34641人，而人口密度為每平方千米2,706人。